# Максимець (село)
Максиме́ць — село Надвірнянського району Івано-Франківської області. Належить до Пасічнянської сільської громади.
В селі є загальноосвітня школа I—II ступенів, фельдшерсько-акушерський пункт на 1 кабінет, будинок культури, бібліотека.
На території села зареєстрована парафія Української греко-католицької церкви «Покрови Пресвятої Богородиці», отець Григорій Данчишин.

## Географія
У селі потік Максимець впадає у річку Бистрицю Надвірнянську.

## Персоналії

### Померли
- Гунда Петро — охоронець командира ВО-4 «Говерла» Миколи Твердохліба — «Грома», лицар Бронзового хреста бойової заслуги УПА.